# Adrienne Frantz
Adrienne Frantz, född 7 juni 1978 i Mount Clemens i Michigan, är en amerikansk skådespelerska.

## Filmografi
- Sunset Beach
- Glamour